# Andrea Stockhammer
Andrea Stockhammer (* 1971 in Wien) ist eine österreichische Kunsthistorikerin.

## Leben
Andrea Stockhammer studierte Kunstgeschichte an der Universität Wien und schloss das Studium 1997 mit dem Diplom ab. Danach war sie für Ausstellungen u. a. in der Österreichischen Galerie Belvedere und beim Land Niederösterreich tätig. 2001/02 arbeitete Stockhammer in der Sammlung für Tapisserien und Paramente in der Kunstkammer des Kunsthistorischen Museums in Wien. Von 2002 bis 2004 war sie als Kustodin am Liechtenstein Museum in Wien am Aufbau des neuen Museums beteiligt. Von 2006 bis 2010 arbeitete Stockhammer am Institut für Mittelalterforschung der Österreichischen Akademie der Wissenschaften am interdisziplinären Projekt „Inschriftenlandschaften an der oberen Donau“. Im Jahr 2009 wurde sie an der Universität Wien promoviert.
Im September 2010 wurde sie zur Direktorin des Landesmuseums Mainz bestellt. In dieser Funktion verantwortete sie sowohl Kunstausstellungen wie etwa zum deutschen Impressionismus als auch kulturhistorische Präsentationen wie zur Reformation in Deutschland. Als Ergebnis des 2014 gelungenen Ankaufs des grafischen Nachlasses von Max Slevogt wurde am Landesmuseum in Kooperation mit dem Institut für Kunstgeschichte und Musikwissenschaft der Johannes Gutenberg-Universität Mainz und dem Landesbibliothekszentrum Rheinland-Pfalz/Pfälzische Landesbibliothek eine Forschungsstelle zu Max Slevogt eingerichtet. Der Beitritt bei der Mainzer Wissenschaftsallianz stärkte die Vernetzung mit universitären Einrichtungen weiter. Mit dem Pilotprojekt „Sammlungen neu sichten“ in Kooperation mit dem Deutschen Museumsbund stärkte das Landesmuseum den Aspekt der kulturellen Vielfalt in seiner musealen Arbeit. Am 1. März 2016 wechselte Stockhammer in das Ministerium für Wissenschaft, Weiterbildung und Kultur des Landes Rheinland-Pfalz und betreute dort das Sekretariat für das Welterbe von Rheinland-Pfalz. In dieser Funktion war sie für die Umsetzung der UNESCO-Konventionen zum Welterbe sowie zum Immateriellen Kulturerbe und für das Programm zum Weltdokumentenerbe zuständig. Sie steuerte die Beteiligungen des Landes an den Welterbeanträgen zum Niedergermanischen Limes (Kastell Remagen) und zu den bedeutenden Kurstädten Europas (Bad Ems), die 2021 in die UNESCO-Welterbeliste aufgenommen wurden. Des Weiteren steuerte Stockhammer vier von Rheinland-Pfalz initiierte Aufnahmen in das Bundesweite Verzeichnis des Immateriellen Kulturerbes, darunter „Die Weinkultur in Deutschland“.
Am 1. Oktober 2022 übernahm Stockhammer die Direktion des DomQuartiers Salzburg.
Stockhammer ist mit dem Archäologen Falko Daim (* 1953) verheiratet und hat einen Sohn.